# Jiaozi (director)
Yang Yu (en chino: 杨宇), más conocido por su nombre artístico Jiaozi (en chino: s饺子; Luzhou, 1980), es un director de animación, guionista y productor chino. Se graduó en la Universidad de Sichuan con una licenciatura en Farmacia. Su trabajo como director y guionista incluye los largometrajes de animación Ne Zha y Ne Zha 2 y varios cortometrajes.

## Biografía
Jiaozi nació en 1980 en la ciudad de Luzhou, en la provincia de Sichuan, China. Sus dos padres eran médicos y el se graduó en la Universidad de Sichuan con una licenciatura en Farmacia. Después de graduarse, debido a su interés por el trabajo de animación y producción, se unió a una empresa de publicidad local, pero dejó el trabajo después de solo un año. Más tarde, estuvo desempleado durante seis años. Después de que su padre falleciera, vivió con su madre durante tres años con su pensión de jubilación mensual de apenas 1000 yuanes (137 dólares estadounidenses).
Su primer cortometraje, estrenado en diciembre de 2008, Ver a través de, ganó múltiples premios nacionales e internacionales, incluido el Premio Especial del Jurado en la sección de Competencia Internacional del 26.º Festival Internacional de Cortometrajes de Berlín y el Premio de Oro en la 12.ª Gran Final de Japan TBS DigiCon6. Aunque, el cortometraje permaneció virtualmente desconocido hasta el estreno de su primer largometraje en 2019.
En julio de 2019, Jiaozi estrenó su primer largometraje animado, Ne Zha. La película fue un gran éxito tanto de crítica como de público, obteniendo unos ingresos mundiales por taquilla de 726 millones de dólares. La película se convirtió en la más taquillera en China continental en 2019 y sigue siendo la quinta película más taquillera en la historia del cine chino.
En enero de 2025, se estrenó su segunda película, Ne Zha 2, que a su vez es una secuela de su película de 2019. Ne Zha 2 una vez más logró un gran éxito tanto de crítica como comercial, convirtiéndose en la película más taquillera de la historia de China  y la quinta película más taquillera de todos los tiempos. Con solo dos películas, Jiaozi es uno de los pocos directores cuyas obras han recaudado más de 10 000 millones de yuanes en taquilla.

## Filmografía
| Año  | Título           | Título en chino | Notas         |
| ---- | ---------------- | --------------- | ------------- |
| 2008 | See Through      | 打，打个大西瓜  | Cortometrajes |
| 2013 | The Boss's Woman | 老板的女人      | Cortometrajes |
| 2019 | Ne Zha           | 哪吒之魔童降世  | Largometrajes |
| 2025 | Ne Zha 2         | 哪吒之魔童闹海  | Largometrajes |